# Krynka (Basse-Silésie)
Pour les articles homonymes, voir Krynka.
Krynka est une localité polonaise de la gmina de Przeworno, située dans le powiat de Strzelin en voïvodie de Basse-Silésie.